# Megachile ferox
Megachile ferox är en biart som beskrevs av Smith 1879. Megachile ferox ingår i släktet tapetserarbin, och familjen buksamlarbin. Inga underarter finns listade i Catalogue of Life.